# Waldeck-Rousseau (croiseur cuirassé)
Pour les articles homonymes, voir Waldeck-Rousseau.
Le Waldeck-Rousseau fut un croiseur cuirassé de la marine française de classe Edgar Quinet, développement des croiseurs du type Ernest Renan.  Il fut en service de 1910 à 1936. Il combattit en Méditerranée durant la Première Guerre mondiale. Sabordé en 1940 à Brest, il fut définitivement détruit en 1944. Il porte le nom de Pierre Waldeck-Rousseau (1846-1904), homme politique français de la Troisième République.

## Histoire
Il fait toute la campagne de la Première Guerre mondiale en Méditerranée. 
Le 17 octobre 1914, il combat contre un avion et un sous-marin austro-hongrois U-14, devant Cattaro au Monténégro, tout en ouvrant le feu sur deux navires ennemis. 
Il subira une mutinerie à bord, du 26 au 28 avril 1919 lors de l'intervention française en mer Noire. Il participe à l'évacuation des rescapés des forces de la République démocratique de Géorgie lors de l'invasion soviétique de ce pays en février-mars 1921.
De 1924 à 1928, il est mis en réserve à Toulon. Il est affecté au remplacement du Jules Michelet au sein des Forces maritimes d'Extrême-Orient (FMEO) de 1929 à 1931.
Il rejoint Brest, où il est mis en réserve, de 1932 à 1936. Sabordé le 18 juin 1940, la veille de l'entrée des troupes allemandes dans la ville, il sert de ponton à Landévennec pour l'occupant puis il est détruit en 1944.

### Note et référence
1. ↑  « Journal de navigation du Waldeck-Rousseau », sur www.memoiredeshommes.sga.defense.gouv.f, 1914 (consulté le 20 septembre 2024), p. 133 : Combat devant Cattaro.

### Sources
- Dictionnaire des bâtiments de la flotte de guerre française de Colbert à nos jours, Tome II, 1870-2006, LV Jean-Michel Roche, Imp. Rezotel-Maury Millau, 2005.
- Michel Vergé-Franceschi (dir.), Dictionnaire d'Histoire maritime, éditions Robert Laffont, coll. « Bouquins », 2002
- (en) Roger Chesneau et Eugène M. Koleśnik, Conway's All the World's Fighting Ships (1860-1905), 1979 [détail de l’édition]

- (en) Cet article est partiellement ou en totalité issu de l’article de Wikipédia en anglais intitulé « French armoured cruiser Waldeck-Rousseau (1908) » (voir la liste des auteurs).